# Appenzell (ciutat)
Appenzell és un municipi i districte suís, capital del cantó d'Appenzell Inner-Rhoden.

## Geografia
La comuna-districte d'Appenzell es troba a 780 msnm, als peus del massís del Säntis, la muntanya més alta de tota la cadena muntanyenca dels Alps Appenzell. Limita al nord amb la comuna de Schlatt-Haslen, al nord-est amb Gais (AR), a l'est amb Rüte, al sud amb Schwende i a l'oest amb Gonten.
El districte inclou les localitats de Kau, Mendle, Mettlen, Rinkenbach i Sammelplatz, així com la localitat d'Appenzell, la qual es troba distribuïda en els districtes d'Appenzell, Schwende i Rüte, encara que la major part es troba en el districte d'Appenzell.

## Història
L'any 1071 s'esmenta per primera vegada el poble sota el nom d'Abbacella. En 1223 s'esmenta com Abbatiscella, la qual cosa significa "la cel·la de l'abat".
Com que el poble està dividit en diversos districtes, ja al segle xvi es va formar la Feuerschaugemeinde (un tipus de mancomunitat) per unir els serveis públics, com els bombers, el subministrament d'aigua o l'electricitat, en una institució comuna.

## Turisme
Malgrat ser un lloc remot, el districte està ben comunicat per ferrocarril i per carretera des de Gossau i Sankt Gallen. És un centre turístic, gràcies a la conservació del patrimoni arquitectònic que li dona un aire pintoresc. A més a més, s'hi poden trobar tot tipus de souvenirs dels Alps. És un dels punts preferits per al començament d'excursions a la regió dels Grisons i del llac de Constança.